# Cryptoprymna paludicola
Cryptoprymna paludicola är en stekelart som beskrevs av Askew 1991. Cryptoprymna paludicola ingår i släktet Cryptoprymna och familjen puppglanssteklar. Inga underarter finns listade i Catalogue of Life.